# Vaite
Vaite ist eine Gemeinde im französischen Département Haute-Saône in der Region Bourgogne-Franche-Comté.

## Geographie
Vaite liegt auf einer Höhe von 205 m über dem Meeresspiegel, 18 Kilometer nordöstlich von Gray und etwa 46 Kilometer nordnordwestlich der Stadt Besançon (Luftlinie). Das Dorf erstreckt sich im Westen des Départements, am westlichen Talrand des Vannon, gegenüber von Membrey, nördlich des Saônetals.
Die Fläche des 9,39 km² großen Gemeindegebiets umfasst einen Abschnitt des mittleren Saône-Tals. Vaite hat nur einen kleinen Anteil am Tal des Vannon. Der Fluss bildet auf einem kurzen Abschnitt die östliche Grenze. Er fließt mit mehreren Windungen durch eine ungefähr ein Kilometer breite Talaue nach Süden zur Saône. Nach Westen erstreckt sich das Gemeindeareal über einen rund 20 m hohen Steilhang auf das angrenzende Plateau, das durch mehrere Trockentäler untergliedert wird. Die Hochfläche besteht aus einer Wechsellagerung von kalkigen und sandig-mergeligen Sedimenten der oberen Jurazeit. Sowohl in der Talebene des Vannon als auch auf dem Plateau, das durchschnittlich auf 235 m liegt, herrscht landwirtschaftliche Nutzung vor. Ganz im Westen reicht das Gebiet in die Waldung der Forêt de Dampierre. Die südliche Abgrenzung bildet die Anhöhe des Haut-Bois, in dem mit 264 m die höchste Erhebung von Vaite erreicht wird. Sie fällt mit einem Steilhang zum Saônetal ab.
Nachbargemeinden von Vaite sind Roche-et-Raucourt und Brotte-lès-Ray im Norden, Membrey im Osten, Savoyeux und Autet im Süden sowie Dampierre-sur-Salon im Westen.

## Geschichte
Das Gemeindegebiet von Vaite war schon sehr früh besiedelt, da hier die Römerstraße von Besançon nach Langres verlief. Urkundlich erwähnt wird Vaite im 13. Jahrhundert. Der Ortsname wandelte sich im Lauf der Zeit von Vayttes über Vaitte zur heutigen Bezeichnung. Im Mittelalter gehörte Vaite zur Freigrafschaft Burgund und darin zum Gebiet des Bailliage d’Amont. Die lokale Herrschaft hatten seit 1320 die Herren von Ray inne, wobei Vaite ein eigenes Lehen bildete. Das Dorf wurde 1569 von Truppen des Herzogs von Zweibrücken geplündert und gebrandschatzt. Der ehemalige Herrschaftssitz wurde vermutlich vor 1626 zerstört. Zusammen mit der Franche-Comté gelangte das Dorf mit dem Frieden von Nimwegen 1678 definitiv an Frankreich. Heute ist Vaite Mitglied des 42 Ortschaften umfassenden Gemeindeverbandes Communauté de communes des Quatre Rivières.

## Sehenswürdigkeiten
Die Kapelle Saint-Guérin wurde 1747 erbaut. Kirchlich gehört Vaite zur Pfarrei Membrey. Von 1848 stammt das Lavoir, das einst als Waschhaus und Viehtränke diente. Sein Dach wird von zahlreichen Säulen getragen. Die Mairie (Gemeindehaus) wurde 1899 errichtet.

## Bevölkerung
| Jahr                       | 1962 | 1968 | 1975 | 1982 | 1990 | 1999 |
| Einwohner                  | 208  | 217  | 160  | 195  | 214  | 215  |
| Quellen: Cassini und INSEE |      |      |      |      |      |      |

Mit 229 Einwohnern (1. Januar 2022) gehört Vaite zu den kleinen Gemeinden des Département Haute-Saône. Nachdem die Einwohnerzahl während der ersten Hälfte des 20. Jahrhunderts deutlich abgenommen hatte (1896 wurden noch 342 Personen gezählt), wurden in den letzten Jahrzehnten nur noch relativ geringe Schwankungen verzeichnet.

## Wirtschaft und Infrastruktur
Vaite war lange Zeit ein vorwiegend durch die Landwirtschaft (Ackerbau, Obstbau und Viehzucht) geprägtes Dorf. Daneben waren eine Ziegelei und der Abbau von Eisenerz von Bedeutung. Heute gibt es verschiedene Betriebe des lokalen Kleingewerbes, vor allem in den Branchen Feinmechanik und Transportgewerbe. In den letzten Jahrzehnten hat sich das Dorf zu einer Wohngemeinde gewandelt. Viele Erwerbstätige sind deshalb Wegpendler, die in den größeren Ortschaften der Umgebung ihrer Arbeit nachgehen.
Die Ortschaft ist verkehrstechnisch gut erschlossen. Sie liegt an der Hauptstraße, die von Gray nach Combeaufontaine führt. Weitere Straßenverbindungen bestehen mit Pierrecourt und Seveux.

## Persönlichkeiten
- René Hanriot (1867–1925), Autorennfahrer und Flugpionier